# Siegfried Pausch
Siegfried Pausch (* 1. November 1941 in Zschorlau; † 29. November 2004) war ein deutscher Museologe und Politiker (DDR-CDU, ab 1990 CDU).

## Leben
Siegfried Pausch besuchte die Grund- und Mittelschule in Schlema. Von 1958 bis 1959 lernte er an der Fachschule für Landwirtschaft in Thurm. Zwischen 1959 und 1960 war er als Museumsführer im Schloßbergmuseum Chemnitz tätig sowie von 1960 bis 1964 und von 1967 bis 1977 als Museumsassistent in Burgk. Zwischen 1961 und 1964 folgte ein Fachschulfernstudium in Weißenfels, das er als Museologe abschloss. Zwischen 1979 und 1983 folgte ein Fernstudium an der Humboldt-Universität zu Berlin mit dem Abschluss als Diplom-Ethnograph im Jahr 1983.
Vom 1. März 1977 bis zum 31. Dezember 1991 war Pausch Direktor des Museums für bergmännische Volkskunst in Schneeberg. Er war in dieser Zeit an mehreren Büchern beteiligt und veröffentlichte Zeitschriftenbeiträge in den Erzgebirgischen Heimatblättern und anderen Periodika. Von 1983 bis 1990 war er ehrenamtlicher Kreisdenkmalpfleger im Kreis Aue. Ab Oktober 1990 war Siegfried Pausch ehrenamtliches Mitglied des Aufsichtsrates der Wohnungsbaugesellschaft Schneeberg.
Pausch war evangelisch-lutherisch, verheiratet und hatte drei Kinder.

## Politik
Siegfried Pausch war seit 1960 Mitglied der DDR-Blockpartei CDU. Zwischen 1964 und 1967 war er CDU-Kreissekretär in Gera-Stadt und von 1965 bis 1967 Abgeordneter der Stadtverordnetenversammlung Gera. Von 1971 bis 1977 war Pausch Abgeordneter des Kreistages Schleiz und von 1973 bis 1977 Kreisvorsitzender der CDU Kreis Schleiz. Von 1979 bis 1989 war er Abgeordneter der Stadtverordnetenversammlung Schneeberg. Zwischen 1985 und 1990 war Pausch Vorsitzender der CDU-Ortsgruppe Schneeberg.
Im Oktober 1990 wurde Pausch über den Wahlkreis 70 (Aue II Zwickau. Land 11) in den Sächsischen Landtag gewählt. Dort war er Mitglied im Ausschuss für Kultur und Medien sowie im Petitionsausschuss. Im Zusammenhang mit der Überprüfung der Abgeordneten auf eine Zusammenarbeit mit dem Ministerium für Staatssicherheit legte er am 23. Oktober 1991 sein Mandat nieder.

## Veröffentlichungen (Auswahl)
- Die Bergstadt Schneeberg im Erzgebirge, DDR. (mit Hans Ebert, Gerold Schürer) 1981.
- Schneeberg-Neustädtler Bergbaulandschaft in Vergangenheit und Gegenwart. (mit Christoph Georgi) 1981.
- Festschrift zum 450. Jahrestag der Weihe der St. Wolfgangkirche zu Schneeberg im Erzgebirge. (mit Andreas Krusche) 1990.